# Annabelle Wallis
Pour les articles homonymes, voir Wallis.
Annabelle Frances Wallace, dite Annabelle Wallis, est une actrice britannique, née le 5 septembre 1984 à Oxford (Angleterre).
Révélée par son interprétation de la reine Jeanne Seymour dans la série historique Les Tudors (2009–2010), Wallis s'impose par la suite dans plusieurs séries télévisées telles que Pan Am (2011–2012) et Peaky Blinders (2013–2019).
Au cinéma, elle s'illustre dans le film d'horreur Annabelle (2014), les blockbusters La Momie et Le Roi Arthur : La Légende d'Excalibur (2017), la comédie Tag : une règle, zéro limite (2018) et le thriller horrifique Malignant (2021).
Depuis 2018, elle est égérie de la marque de joaillerie de luxe Cartier.

## Biographie

### Jeunesse et famille
Annabelle Frances Wallace naît le 5 septembre 1984 à Oxford, en Angleterre. Ses parents déménagent à Cascais, au Portugal, alors qu'elle n'a que 18 mois. Elle y grandit et est scolarisée à l'école internationale Saint-Dominique de Lisbonne.
Sa mère est la nièce de l'acteur, compositeur, chanteur et réalisateur irlandais Richard Harris. Annabelle a pour cousins le réalisateur Damian Harris ainsi que les acteurs Jamie Harris et Jared Harris. Du côté de son père, elle est liée à Marie Lloyd, chanteuse de music-hall dans les années 1900. Son frère aîné, Francis Wallis, est directeur de la photographie et a notamment collaboré avec le créateur de mode Michael Kors et les chanteuses Birdy et Pixie Lott.
Elle passe son adolescence au Portugal où elle s'initie au théâtre et joue dans quelques courts-métrages. Afin de propulser sa carrière, elle part s'installer à Londres dans l'espoir de trouver un agent. Outre l'anglais, elle parle couramment le portugais et maîtrise le français et l'espagnol.

## Carrière

### Débuts discrets (2005–2012)
Wallis commence sa carrière au cinéma en 2005 dans le film Bollywoodien Dil Jo Bhi Kahey... dans lequel elle est créditée sous le nom d'Annabelle Wallace.
Les années suivantes, elle alterne entre des rôles mineurs ou secondaires comme dans le thriller indépendant True True Lie (2006) avec Jaime King, le film d'horreur de série B, Steel Trap (2008) ou le film d'action Mensonges d'État (2008) de Ridley Scott avec Leonardo DiCaprio, dans lequel elle incarne la petite amie de Mark Strong.
En 2009, Annabelle prend le relais de l'actrice islandaise Anita Briem et donne vie à la reine Jeanne Seymour dans la troisième saison de la série dramatique Les Tudors avec Jonathan Rhys Meyers. Ce rôle lui sert de tremplin et lui vaut la reconnaissance du public ainsi que de la critique.
En 2011, elle fait son retour à la télévision et joue aux côtés de Margot Robbie et Christina Ricci dans la seule et unique saison de la série américaine Pan Am. Diffusée sur la chaîne américaine ABC, la série reçoit de bonnes critiques mais est annulé au bout d'une saison, faute d'audience,.
Au cinéma, elle est dirigée par son idole Madonna dans le film W.E.: Wallis & Edouard (2011) et obtient de petits rôles dans les blockbusters X-Men: Le Commencement (2011) ainsi que Blanche-Neige et le Chasseur (2012) bien qu'elle ne soit pas crédité dans ce dernier,. En 2012, elle apparaît dans le documentaire Artifact de son ami Jared Leto.

### Peaky Blinderset percée au cinéma (2013–2016)

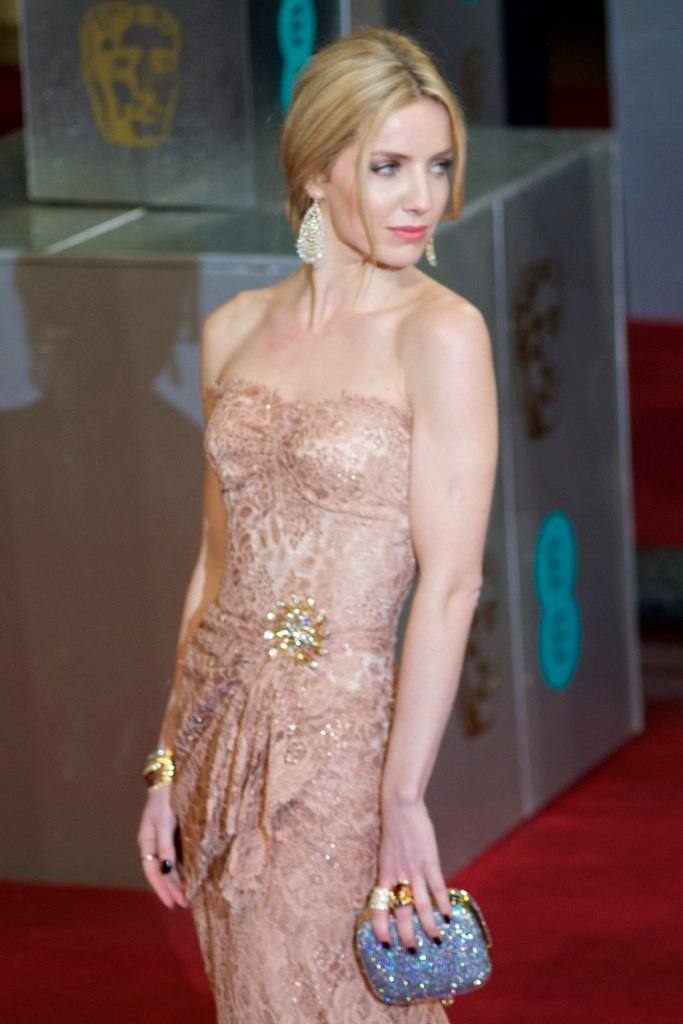
Annabelle Wallis à la cérémonie des BAFTA, 2013.

En 2013, l'actrice décroche l'un des rôles principaux dans la nouvelle série dramatique britannique, Peaky Blinders. Aux côtés des acteurs Cillian Murphy, Sam Neill et Helen McCrory, elle interprète la barmaid et agent double irlandaise Grace Burgess. La série est saluée par la critique ainsi que le public, ce qui permet à Annabelle de s'imposer comme une « actrice en vue ». L'actrice déclare que son personnage lui a permis d'être « crédible dans un rôle de femme alpha forte ». Au Royaume-Uni, Peaky Blinders est diffusé sur la BBC Two puis sur la BBC One. En France, la série est disponible sur Arte depuis mars 2015 ainsi que sur la plateforme de vidéo à la demande Netflix.
En 2014, elle interprète Muriel Wright le temps de deux épisodes dans la mini-série sur l'écrivain britannique Ian Fleming, Fleming : L'Homme qui voulait être James Bond.
Toujours en 2014, Wallis intègre l'univers cinématographique Conjuring en décrochant le rôle principal du film d'horreur Annabelle réalisé par John R. Leonetti. Le film est un succès d'audience et se classe à la 2e place des box-offices américain et français mais ne parvient pas à convaincre la critique. Cependant, la performance d'Annabelle Wallis est saluée et lui vaut une nomination aux MTV Movie Awards 2015 dans la catégorie Best-Scared-As-S**t Performance. Elle est amenée à reprendre son rôle, le temps d'une apparition, dans Annabelle 2: La création du mal (2017).
En 2016, elle joue aux côtés de Sacha Baron Cohen et Isla Fisher dans la comédie Grimsby: Agent trop spécial. Elle est également à l'affiche de deux drames: Jeu trouble avec Aaron Paul et Mine avec Armie Hammer.

### Tête d'affiche et retour sur le petit écran (2017–2020)

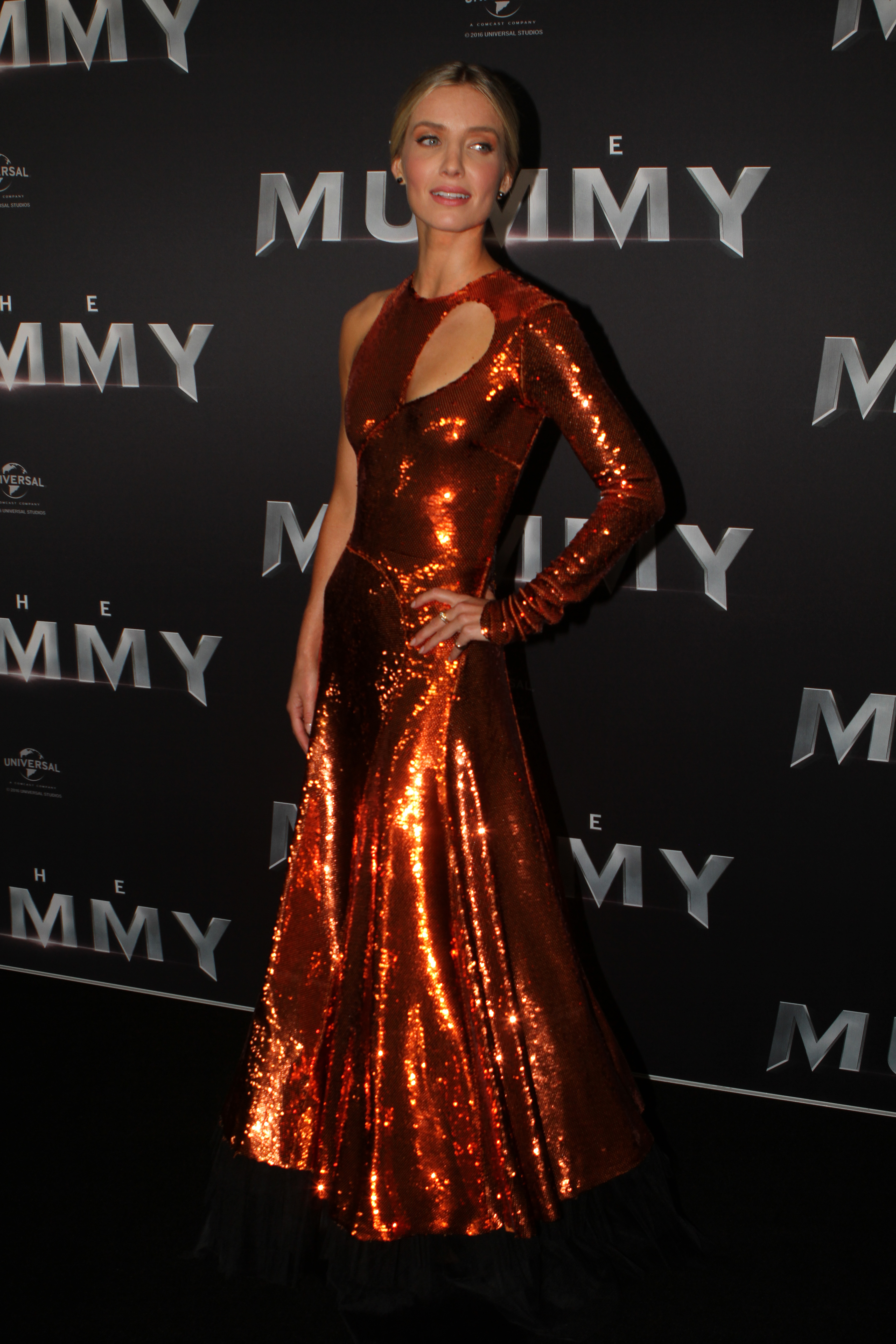
Wallis à la première australienne de The Mummy, en mai 2017.

En 2017, elle est repérée par Guy Ritchie pour jouer le rôle de Maid Maggie dans le film Le roi Arthur: La légende d'Excalibur aux côtés de Jude Law et Charlie Hunnam. Le film ne parvint pas à convaincre la critique.
Cette même année, elle confirme son statut d'actrice de blockbuster en intégrant le Dark Universe des studios Universal, avec le rôle de l'archéologue Jenny Halsey dans le reboot de La Momie aux côtés de Tom Cruise, Russell Crowe et Sofia Boutella. Wallis réalise la majorité de ses scènes d'actions sans doublure, dont une scène dans l'Airbus A310 Zero G où elle a failli perdre la vie car son parachute pack s'était coincé et, avec la gravité, les fils auraient pu l'étrangler. Le film est un échec critique et commercial, ce qui compromet le futur du Dark Universe.
En 2018, l'actrice tient le premier rôle féminin de la comédie d'action Tag : Une règle, zéro limite menée par une distribution masculine composée de Jon Hamm, Jeremy Renner, Ed Helms, Jake Johnson et Hannibal Buress. Elle rejoint également l'univers Star Trek en prêtant sa voix à Zora, une intelligence artificielle, dans le deuxième épisode de la mini-série Star Trek: Short Treks développée par Alex Kurtzman.
Toujours en 2018, elle est choisie par la marque de joaillerie de luxe Cartier pour être l'égérie des montres Panthère de Cartier.
La mini-série dramatique de Showtime, The Loudest Voice, marque le retour de l'actrice à la télévision en 2019. Elle y interprète Laurie Luhn, responsable de la réservation à la chaîne d'informations Fox News et l'une des principales victimes d'abus sexuels de Roger Ailes. La série est bien accueillie par le public ainsi que la critique et la performance d'Annabelle Wallis est saluée.
À la surprise générale, et après quelques tweets annonçant un possible retour, l'actrice reprend son rôle de Grace Burgess lors de la cinquième saison de Peaky Blinders, diffusée à la fin de l'été 2019.
En juin 2020, Wallis joue le rôle de Bouton d'Or aux côtés de son compagnon, l'acteur Chris Pine, dans la mini-série fantastique et comique Home Movie: The Princess Bride. Le projet, qui rend hommage au film éponyme Princess Bride (1987), vient en aide à l'association World Central Kitchen. Parallèlement, Wallis prête à nouveau sa voix à l'intelligence artificielle Zora dans la troisième saison de la mini-série Star Trek: Discovery.
À l'été 2020, elle est à l'affiche du thriller canado-américain The Silencing avec Nicolaj Coster-Waldau.

### Diversification au cinéma (depuis 2021)
En décembre 2020, Wallis décroche le rôle principal du troisième film de la réalisatrice italienne Floria Sigismondi, The Silence of Mercy.
L'année 2021 est importante pour l'actrice. En effet, Wallis tient le premier rôle du film d'horreur Malignant réalisé par James Wan. Dans ce thriller horrifique, rendant hommage aux giallo italiens, Annabelle Wallis est Madison Mitchell, une femme paralysée par des visions choquantes de meurtres macabres qui découvre que ces rêves éveillés sont en fait des réalités terrifiantes. Prévu pour le 14 août 2020, le film sort finalement simultanément au cinéma et sur la plateforme HBO Max le 10 septembre 2021,.
Cette même année, elle tient un rôle secondaire dans le film d'action et de science-fiction Boss Level réalisé par Joe Carnahan, et s'illustre également aux côtés des acteurs Alice Eve, Alex Pettyfer et Garance Marillier dans le thriller de science-fiction Warning, écrit et réalisé par Agata Alexander,.
En septembre 2021, la comédie horrifique Joyeuse Fin du monde (Silent Night), réalisée par la réalisatrice française Camille Griffin, est présentée au Festival international du film de Toronto. Wallis tient l'un des rôles principaux aux côtés de Keira Knightley, Matthew Goode et Roman Griffin Davis.
En mars 2024, Wallis est annoncé au casting du film de science-fiction Mercy, produit par Amazon MGM Studios et réalisé par Timur Bekmambetov. Elle rejoint les acteurs Rebecca Ferguson et Chris Pratt.

## Philanthropie
Annabelle Wallis est une fervente féministe. En février 2018 elle participe à l'événement Letters Live, organisé par la marque Net-à-Porter à Los Angeles, où elle lit une lettre de la suffragette britannique Emmeline Pankhurst. L'événement permet de récolter des fonds pour l'association Women for Women International.

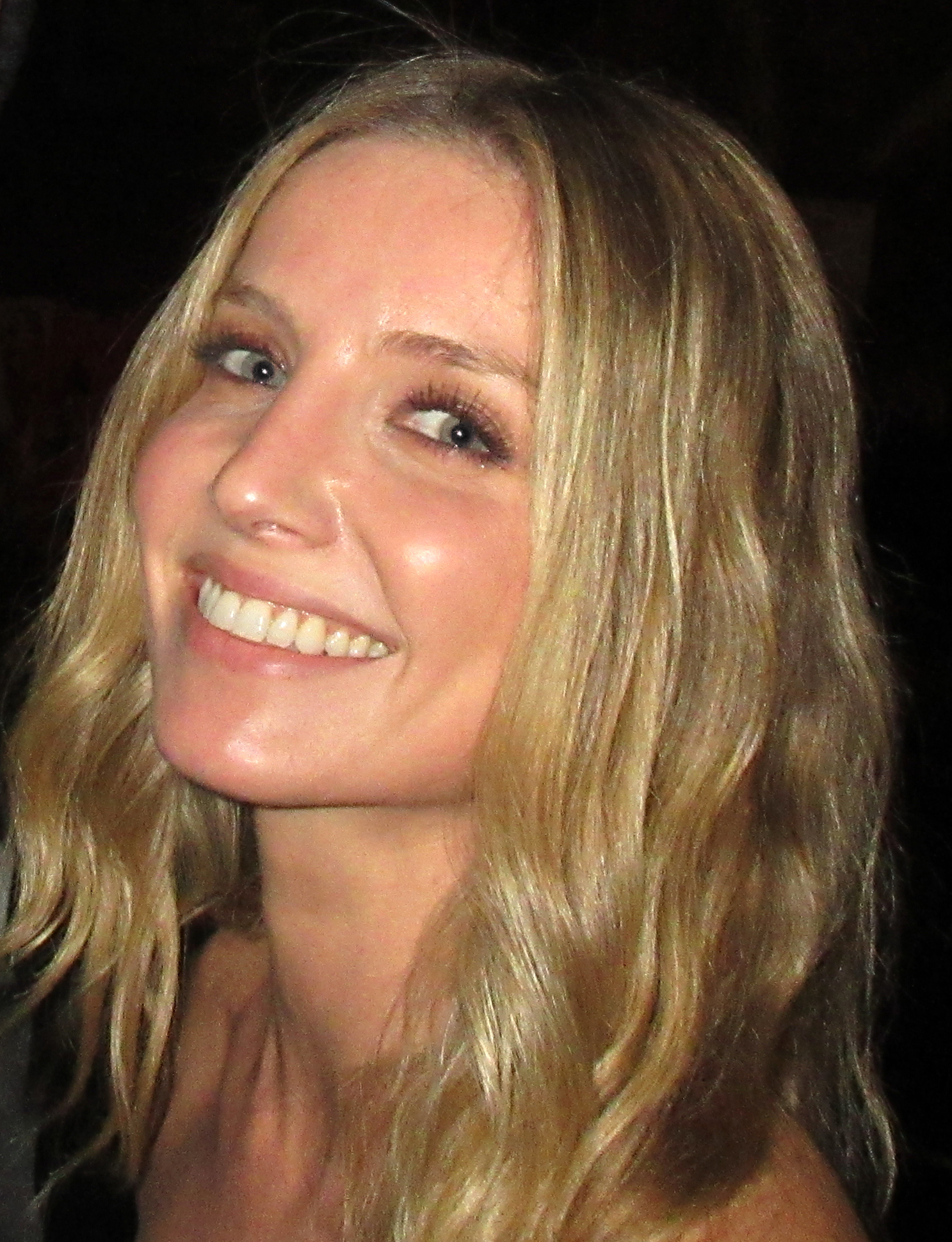
Annabelle Wallis en janvier 2019.

En juin 2016, l'actrice s'engage contre le Brexit et participe à la campagne #DontFuckMyFuture ayant pour but de sensibiliser les jeunes et les inciter à voter contre la sortie du Royaume-Uni de l'Union Européenne. Elle est également engagée auprès de l'association britannique Choose Love qui vient en aide aux réfugiés. En septembre 2019, elle participe au projet U.n.I (You & I) organisé par la famille de l'acteur Roger Moore pour l'UNICEF,. Wallis soutient également l'association Save The Children qui défend les droits des enfants dans le monde et en novembre 2018, elle participe à la campagne Christmas Jumper.
En avril 2020, durant la pandémie mondiale du Coronavirus, elle s'engage auprès de son amie, la créatrice de mode Georgia Hardinge, afin de lever des fonds pour l'association britannique Age UK qui vient en aide aux personnes âgées. L'actrice, ainsi que d'autres personnalités comme Jennifer Garner, Sarah Michelle Gellar ou Eddie Redmayne, rejoint le mouvement #SaveWithStories, organisé par Save The Children, consistant à lire des histoires aux enfants. L'objectif du mouvement est de lever des dons pour les familles et les enfants les plus vulnérables face à la pandémie de COVID19 et leur fournir de la nourriture ainsi qu'un accès à des ressources d'apprentissages,.

## Vie privée
Elle est très proche des acteurs Jared Leto et Aaron Paul ainsi que de l'actrice Margot Robbie,,.
De 2010 à 2014, elle partage la vie du mannequin britannique James Rousseau. De 2015 à 2017, elle est la compagne de Chris Martin, chanteur du groupe britannique Coldplay. Elle apparaît dans le clip Hymn for the Weekend et pose sa voix sur le titre Up&Up qui conclut l'album A Head Full of Dreams,,. Fin 2017, elle a une relation avec l'acteur américain Jon Hamm avec qui elle partage l'affiche de Tag: une règle, zéro limite. De 2018 à 2021, elle est en couple avec l'acteur américain Chris Pine,.
Depuis mai 2022, Wallis est en couple avec l'acteur américain Sebastian Stan.

## Filmographie

### Cinéma
- 2005 : Dil Jo Bhi Kahey... de Romesh Sharma : Sophie Besson / Savirti Pradhan
- 2006 : True True Lie d'Eric Styles : Paige
- 2007 : Steel Trap de Luis Cámara : Melanie
- 2008 : Mensonges d'État (Body of Lies) de Ridley Scott : la petite-amie d'Hani
- 2009 : Right Hand Drive de Marc Kalbskopf : Ruth
- 2011 : X-Men : Le Commencement (X-Men : First Class) de Matthew Vaughn : Amy
- 2011 : W.E. de Madonna : Arabella Green
- 2012 : Artifact de Jared Leto : elle-même
- 2013 : Hello Carter d'Anthony Wilcox : Kelly
- 2014 : Annabelle de John R. Leonetti : Mia
- 2015 : Sword of Vengeance de Jim Weedon : Anna
- 2016 : Grimsby : Agent trop spécial (Grimsby) de Louis Leterrier : Lina Smit
- 2016 : Jeu trouble (Come and Find Me) de Zack Whedon : Claire
- 2016 : Mine de Fabio Guaglione et Fabio Resinaro : Jenny
- 2017 : Le Roi Arthur : La Légende d'Excalibur (King Arthur: Legend of the Sword) de Guy Ritchie : Maid Maggie
- 2017 : Annabelle 2 : La Création du mal (Annabelle : Creation) de David F. Sandberg : Mia Form
- 2017 : La Momie (The Mummy) d'Alex Kurtzman : Jenny Halsey
- 2018 : Tag : Une règle, zéro limite (Tag) de Jeff Tomsic : Rebecca Crosby
- 2020 : The Silencing de Robin Pront : le shérif Alice Gustafson
- 2021 : Boss Level de Joe Carnahan : Alice
- 2021 : Malignant de James Wan : Madison Mitchell / Emily May
- 2021 : Joyeuse Fin du monde (Silent Night) de Camille Griffin : Sandra
- 2021 : Warning d'Agata Alexander : Nina
- 2024 : Évanouis dans la nuit (Svaniti nella notte) de Renato De Maria : Elena
- 2025 : Mercy de Timur Bekmambetov
- 2026 : Mutiny de Jean-François Richet

### Télévision

#### Séries télévisées
- 2005 : Jericho : Lizzie Way
- 2009 - 2010 : Les Tudors (The Tudors) : Jeanne Seymour
- 2011 : Strike Back : Dana Van Rijn
- 2011 - 2012 : Pan Am : Bridget Pierce
- 2013 - 2019 : Peaky Blinders : Grace Shelby, née Burgess
- 2014 : Fleming : L'Homme qui voulait être James Bond (Fleming : The Man Who Would Be Bond) : Muriel Wright
- 2014 : The Musketeers : Ninon de Larroque
- 2018 : Star Trek : Short Treks : Zora (voix)
- 2019 : The Loudest Voice : Laurie Luhn
- 2020 : Home Movie : The Princess Bride : Bouton d'Or
- 2020 - 2022 : Star Trek : Discovery : Zora (voix)

#### Téléfilms
- 2007 : Diana : Last Days of a Princess de Richard Dale : Kelly Fisher
- 2009 : Le pentacle maudit (Ghost Town) de Todor Chapkanov : Serena
- 2010 : The Lost Future de Mikael Salomon : Dorel

### Clips vidéos
- 2014 : Divine Love de Victoria+Jean
- 2015 : Hymn for the Weekend de Coldplay
- 2019 : U.n.I (You&I) pour L'UNICEF

## Distinctions

### Nominations
- 2015 : MTV Movie Awards : Best Scared-As-S**t Performance pour Annabelle
- 2018 : Alliance of Women Film Journalists: Most Egregious Age Difference Between The Lead and The Love Interest pour La Momie, nomination partagée avec Tom Cruise

## Voix françaises
En France
| - Dorothée Pousséo dans : - Fleming : L'Homme qui voulait être James Bond (mini-série) - Annabelle - Grimsby : Agent trop spécial - Le Roi Arthur : La Légende d'Excalibur - La Momie - The Loudest Voice (série télévisée) - The Silencing - Évanouis dans la nuit - Sylvie Jacob dans : - X-Men : Le Commencement - Mine | Et aussi - Anouck Hautbois dans Les Tudors (série télévisée) - Ingrid Donnadieu dans Peaky Blinders (série télévisée) - Laura Blanc dans The Musketeers (série télévisée) - Julia Vaidis-Bogard dans Pan Am (série télévisée) - Céline Mauge dans Jeu trouble - Aurore Bonjour dans : : - Boss Level - Malignant. - Séverine Cayron (Belgique) dans Silent Night |